# Макшеево (Смоленская область)
Макшеево — деревня в Починковском районе Смоленской области России. Входит в состав Мурыгинского сельского поселения. Население — 204 жителя (2007 год). 
Расположена в центральной части области в 20 км к северо-западу от Починка, в 2,5 км западнее автодороги А141 Орёл — Витебск, на берегу реки Россажа. В 11 км северо-восточнее деревни расположена железнодорожная станция Панская на линии Смоленск — Рославль. 

## История
В годы Великой Отечественной войны деревня была оккупирована гитлеровскими войсками в июле 1941 года, освобождена в сентябре 1943 года.